# Esfera de influência
No campo das relações internacionais, uma esfera de influência é uma área ou região sobre a qual um Estado ou organização possui significante influência cultural, econômica, militar ou política.
Embora possa haver uma aliança formal ou outras obrigações decorrentes de tratados entre o influenciado e o influenciador, tais acordos formais não são necessários e a influência muitas vezes pode ser mais um exemplo de soft power. Da mesma forma, uma aliança formal não significa necessariamente que um país encontra-se dentro da esfera de influência de outro. Altos níveis de exclusividade têm sido historicamente associados com níveis mais elevados de conflito.
Em casos mais extremos, um país dentro da "esfera de influência" de outro país mais poderoso pode se tornar um subsidiário daquele país e servir realmente como um estado satélite ou colônia de facto. O sistema de esferas de influência pelo qual nações poderosas intervêm em assuntos de outros países continua até hoje. É frequentemente analisado em termos de superpotências, grandes potências, e/ou médias potências.